# 2019-es magyar fedett pályás atlétikai bajnokság
A 2019-es magyar fedett pályás atlétikai bajnokság a 45. bajnokság volt, melyet február 16. és február 17. között rendeztek Budapesten, a BOK Sportcsarnokban. A többpróba számait február 9–10-én tartották a BOK Sportcsarnokban.

## Naptár
Az ob eseményei helyi idő szerint (UTC +01:00):
| február 16., szombat                                        | február 16., szombat | február 17., vasárnap                                                                     | február 17., vasárnap |
| Idő                                                         | Esemény | Idő                                                                                       | Esemény |
| ----------------------------------------------------------- | --- | ----------------------------------------------------------------------------------------- | --- |
| 14:50 15:00 15:15 15:35 16:10 16:20 16:35 16:45 17:00 17:20 | megnyitó 60 m női (ief) rúdugrás női hármasugrás férfi súlylökés női 60m férfi (ief) 5000 m gyaloglás férfi 60 m női (B-A döntő) 60 m férfi (B-A döntő) 1500 m női (if.) távolugrás női 1500 m férfi (if.) súlylökés férfi magasugrás férfi 400 m női (if.) 400 m férfi (if.) | 13:30 13:45 14:00 14:30 14:45 15:00 15:10 15:15 15:30 15:40 15:50 16:00 16:15 16:40 16:55 | 60 m gát női (ief) rúdugrás férfi hármasugrás női 60 m gát férfi (ief) 3000 m gyaloglás női 60 m gát női (döntő) 60 m gát férfi (döntő) 200 m női (if.) távolugrás férfi 200 m férfi (if.) magasugrás női 800 m női (if.) 800 m férfi (if.) 3000 m női (if.) 3000 m férfi (if.) 4 × 400 m női (if.) 4 × 400 m férfi (if.) |

____
Magyarázat:
• if = időfutam • ief = előfutam

## Eredmények

### Férfiak
| Versenyszám      | Arany                                                 | Arany    | Ezüst                                                                  | Ezüst    | Bronz                                                         | Bronz    |
| ---------------- | ----------------------------------------------------- | -------- | ---------------------------------------------------------------------- | -------- | ------------------------------------------------------------- | -------- |
| 60 m             | Pázmándi Dominik Szolnoki MÁV-SE                      | 6,79     | Boros Bence Szolnoki MÁV-SE                                            | 6,79     | Sipos János Szolnoki MÁV-SE                                   | 6,84     |
| 200 m            | Boros Bence Szolnoki MÁV-SE                           | 21,73    | Bézsenyi Gergely Viktor GEAC                                           | 21,90    | Kádasi Zalán BHSE                                             | 21,99    |
| 400 m            | Boda Boldizsár Haladás VSE                            | 48,25    | Huller Dániel Gellért Dunakeszi VSE                                    | 48,70    | Deák Nagy Marcell GEAC                                        | 48,99    |
| 800 m            | Vindics Balázs UTE                                    | 1:47,24  | Kazi Tamás FTC                                                         | 1:48,90  | Kiss Gergő Xavér Sportolj Velünk SE                           | 1:49,79  |
| 1500 m           | Vindics Balázs UTE                                    | 3:53,56  | Vörös Márk HÓDIÁK SE                                                   | 3:54,44  | Kiss Gergő Xavér Sportolj Velünk SE                           | 3:54,55  |
| 3000 m           | Kovács Benjámin Ádám BHSE                             | 8:09,02  | Kovács Marcell András BHSE                                             | 8:11,27  | Szemerei Levente Szekszárdi SK                                | 8:21,70  |
| 60 m gát         | Szűcs Valdó ZALASZÁM-ZAC                              | 7,69     | Szeles Bálint Egri Sportiskola SE                                      | 7,98     | Eszes Dániel Dunakeszi VSE                                    | 8,09     |
| 4 × 400 m váltó  | Szabó László Fekete Gábor Kazi Tamás Varga Dániel FTC | 3:19,64  | Bánóczy Árpád Nimród Koós Erik Elek Kapusi Barnabás Kemény Dávid Vasas | 3:20,31  | Török Amadeus Arthur Kelemen Bence Poór Simon Együd Máté TFSE | 3:21,37  |
| 5000 m gyaloglás | Srp Miklós BHSE                                       | 20:35,09 | Tokodi Dávid FTC                                                       | 21:21,57 | Tóth Norbert Hunyadi DSE                                      | 22:45,25 |
| magasugrás       | Bakosi Péter NYSC                                     | 222 cm   | Agárdi Péter BHSE                                                      | 212 cm   | Horváth Csaba Benjamin Ikarus BSE                             | 208 cm   |
| rúdugrás         | Simonváros Csanád GEAC                                | 500 cm   | Böndör Dániel AC Bonyhád                                               | 500 cm   | Kéri Tamás Ikarus BSE                                         | 480 cm   |
| távolugrás       | Szabó László FTC                                      | 7,61 m   | Pázmándi Dominik Szolnoki MÁV-SE                                       | 7,46 m   | Pap Kristóf Haladás VSE                                       | 7,35 m   |
| hármasugrás      | László Dávid Haladás VSE                              | 15,38 m  | Pál Robin NYSC                                                         | 15,38 m  | Pap Kristóf Haladás VSE                                       | 15,19 m  |
| súlylökés        | Rakovszky Tibor Maximus SE                            | 17,16 m  | Detrik Balázs Ikarus BSE                                               | 17,06 m  | Kovács László Ikarus BSE                                      | 16,72 m  |
| hétpróba         | Tóth Zsombor Gödöllői EAC                             | 4764     | Szamosi András Gödöllői EAC                                            | 4619     | Tamási Ottó Kecskeméti ARC                                    | 4473     |

### Nők
| Versenyszám      | Arany                                                         | Arany    | Ezüst                                                                       | Ezüst    | Bronz                                                                 | Bronz    |
| ---------------- | ------------------------------------------------------------- | -------- | --------------------------------------------------------------------------- | -------- | --------------------------------------------------------------------- | -------- |
| 60 m             | Sorok Klaudia Horn-Bercsényi DSE                              | 7,37     | Takács Boglárka ARAK UP Akadémia                                            | 7,43     | Furulyás Lili Fruzsina UTE                                            | 7,57     |
| 200 m            | Takács Boglárka ARAK UP Akadémia                              | 24,08    | Nádházy Evelin GEAC                                                         | 24,18    | Kőszegi Míra Budafoki MTE                                             | 24,35    |
| 400 m            | Nádházy Evelin GEAC                                           | 53,55    | Molnár Janka Budafoki MTE                                                   | 53,98    | Kőszegi Míra Budafoki MTE                                             | 55,92    |
| 800 m            | Wagner-Gyürkés Viktória Ikarus BSE                            | 2:07,28  | Bartha-Kéri Bianka Sportolj Velünk SE                                       | 2:08,93  | Kószás Kriszta TSC-Geotech                                            | 2:11,98  |
| 1500 m           | Wagner-Gyürkés Viktória Ikarus BSE                            | 4:16,67  | Kószás Kriszta TSC-Geotech                                                  | 4:25,83  | Böhm Lilla BHSE                                                       | 4:30,28  |
| 3000 m           | Mógor Boglárka BHSE                                           | 9:40,96  | Pataki Anna KSI SE                                                          | 9:43,09  | Varga Gréta Barbara Sportolj Velünk SE                                | 10:07,22 |
| 60 m gát         | Kerekes Gréta DSC-SI                                          | 8,02     | Kozák Luca DSC-SI                                                           | 8,03     | Sorok Klaudia Horn-Bercsényi DSE                                      | 8,26     |
| 4 × 400 m váltó  | Répási Petra Pótha Johanna Zsíros Zsanett Nádházy Evelin GEAC | 3:52,88  | Kéri Bettina Hadnagy Zsóka Göncz Anna Bartha-Kéri Bianka Sportolj Velünk SE | 3:54,06  | Decker Szonja Füleky Dorottya Mandeville Dominika Tóth Fruzsina Vasas | 3:58,51  |
| 3000 m gyaloglás | Récsei Rita BHSE                                              | 13:31,43 | Csörgő Dóra Hunyadi DSE                                                     | 13:59,67 | Biróné dr Molnár Valéria BEAC                                         | 14:22,51 |
| magasugrás       | Szabó Barbara UTE                                             | 182 cm   | Krizsán Xénia MTK Budapest                                                  | 176 cm   | Kárpáti Enikő Kata Psn Zrt                                            | 173 cm   |
| rúdugrás         | Siskó Zsófia ARAK UP Akadémia                                 | 400 cm   | Szabó Diana Rozália MTK                                                     | 400 cm   | Klekner Hanga Csenge DSC-SI                                           | 400 cm   |
| távolugrás       | Farkas Petra BHSE                                             | 6,26m    | Krizsán Xénia MTK Budapest                                                  | 6,10 m   | Lesti Diana KARC                                                      | 6,08 m   |
| hármasugrás      | Zajácz Petra NYSC                                             | 12,55 m  | Áts Viktória TSC-Geotech                                                    | 12,29 m  | Szabó Beatrix MTK Budapest                                            | 12,19 m  |
| súlylökés        | Márton Anita Békéscsabai AC                                   | 18,42 m  | Veiland Violetta ZALASZÁM-ZAC                                               | 15,52 m  | Váradi Krisztina Maximus SE                                           | 14,45 m  |
| ötpróba          | Krizsán Xénia MTK                                             | 4463     | Mátó Sára Alba Regia AK                                                     | 4058     | Szabó Beatrix MTK                                                     | 3779     |